# Дохени, Ти Джей
Теренс Джон (Ти Джей) Дохени (англ. Terence John (T.J.) Doheny; род. 2 ноября 1986) —  австралийский боксёр-профессионал ирландского происхождения, выступающий во второй легчайшей и полулёгкой весовой категориях. Бывший чемпион мира по версии IBF (2018—2019). Бывший чемпион по версии PABA во второй легчайший весовой категории (2013 - 2016)

## Карьера
Ти Джей Дохени на любительском уровне становился серебряным (2006, 2008) и бронзовым (2005, 2007) призёром чемпионата Ирландии, чемпионом Ирландии среди юниоров (2003), выиграл Турнир четырёх наций 2003 и Турнир шести наций 2004.
Дебютировал на профессиональном ринге 27 апреля 2012 года победив техническим нокаутом тайского боксёра Пичита Ситкрувина. 17 августа 2013 года в поединке с индонезийцем Джеймсом Мокогинтой выиграл вакантный титул чемпиона Паназиатской боксёрской ассоциации (PABA) во втором легчайшем весе. Провёл шесть успешных защит титула: 13 декабря 2013 года победил единогласным судейским решением филиппинца Дианевера Оркалеса, 13 марта 2014 года победил техническим нокаутом тайского спортсмена Сомпрасонга Чуенчану, 19 сентября 2014 года победил филиппинца Романа Канто, 15 мая 2015 года победил единогласным судейским решением представителя Филиппин Марко Демесильо, 3 октября 2015 года победил техническим нокаутом в 5-м раунде бывшего чемпиона мира Денкаосана Каовичита и 9 марта 2016 года победил техническим нокаутом мексиканца Херардо Марина Эрнандеса.
16 августа 2018 года победил по очкам чемпиона мира Рёсукэ Ивасу (25-2) и выиграл титул чемпиона мира во втором легчайшем весе по версии IBF. 18 января 2019 года защитил титул чемпиона по версии IBF, победив техническим нокаутом в 11-м раунде японца Рёхэя Такахаси (16-3-1).

#### Бой с Наойя Иноуэ
Занимая ведущие позиции в рейтингах международных боксерских федераций (WBC - 7-е, WBA - 6-е, IBF - 7-е, WBO - 2-е) смог в 37 лет выйти на бой против абсолютного чемпиона мира Наойя Иноуэ. Поединок прошел на Ariake Arena в Токио 3 августа 2024 года. С первых секунд боя чемпион начал прибирать к рукам пространство и создавать давление. Ти Джей ответил активным джебом, а японец сделал ставку на работу по туловищу. Наойя выглядел более расслабленным и хорошо чувствовал момент. Дохени в 3-м раунде взвинтил темп и количество атак отчего появились удачные моменты которые позволили записать эту трехминутку себе. Чемпион ответил в 4-м и 5-м раунде взяв эти раунды увеличив давление и плотность атак. 6-й так же ушел чемпиону. В 7-м раунде Ти Джей травмировал спину и отказался от продолжения поединка. Рефери зафиксировал ТКО.

#### Бой с Ником Боллом
Перейдя в полулёгкий вес стал претендентом по линии WBA сразившись с 28-летним чемпионом Ником Боллом (22-0-1, 13 КО) 15 марта 2025 года в Ливерпуле. На официальном взвешивании не смог уложиться в вес перевесив 270 грамм. Первый раунд ничем не запомнился кроме стычки после гонга где Болл пнул Дохейни за удержание в клинче. Рефери обоим сделал внушение. Возрастной претендент выглядел солидно - финтил и показывал хороший футворк. Болл пытался зажать у канатов,  давил и резал углы. Как только он снижал прессинг и начинал соревноваться в боксе с Дохени, то выглядит слабо. Перелом наступил после 6-го раунда, Болл максимально повысил плотность действий и стало получаться. С эмоций бросил соперника на пол. Получил предупреждение. В 9-м раунде уже ведя в счёте толкнул Ти Джея за что было снято очко. В 10-м раунде претендент выживал, у него вылезла большая гематома под правым глазом, он тяжело дышал, вел бой пассивно и много пропускал. Угол снял Ти Джея Дохени между 10-м и 11-м раундом.

## Статистика боёв
В таблице перечислены результаты всех поединков боксёров.
В каждой строке указан результат поединка. Дополнительно номер поединка обозначен цветом, который обозначает итог поединка. Расшифровка обозначений и цветов представлена в нижеследующей таблице.
| Пример | Расшифровка                     |
| ------ | ------------------------------- |
|        | Победа                          |
|        | Ничья                           |
|        | Поражение                       |
|        | Планируемый поединок            |
|        | Поединок признан несостоявшимся |
| КО     | Нокаут                          |
| ТКО    | Технический нокаут              |
| PTS    | Решение судей (по очкам)        |
| UD     | Единогласное решение судей      |
| MD     | Решение большинства судей       |
| SD     | Раздельное решение судей        |
| RTD    | Отказ от продолжения боя        |
| DQ     | Дисквалификация                 |
| NC     | Поединок признан несостоявшимся |

| Бой | Дата             | Соперник                        | Место проведения                                                        | Результат   | Примечание |
| --- | ---------------- | ------------------------------- | ----------------------------------------------------------------------- | ----------- | --- |
| 26  | 19 марта 2022    | Сезар Хуарес (27-10-0)          | Dubai Duty Free Tennis Stadium, Дубай, ОАЭ                              | TKO 2 (10)  | |
| 25  | 6 августа 2021   | Майкл Конлан (15-0-0)           | Белфаст, Северная Ирландия, Великобритания                              | UD 8        | Бой за титул временного чемпиона мира по версии WBA. Счёт: 111-116, 111-116, 108-119.                                                             |
| 24  | 6 марта 2020     | Ионут Балута (12-2-0)           | арена «Caesars Palace» Дубай, ОАЭ                                       | UD 8        | |
| 23  | 12 октября 2019  | Хесус Мартинес (26-9-0)         | Чикаго, Иллинойс, США                                                   | RTD 5 (8)   | |
| 22  | 26 апреля 2019   | Даниэль Роман (26-2-1)          | Форум, Инглвуд, Калифорния, США                                         | MD 12       | Бой за титул чемпиона мира по версии WBA (4-я защита Романа) и IBF во втором легчайшем весе (2-я защита Дохени). Счёт: 113-113, 110-116, 110-116. |
| 21  | 18 января 2019   | Рёхэй Такахаси (16-3-1)         | Мэдисон-сквер-гарден, Нью-Йорк, США                                     | TKO 11 (12) | Бой за титул чемпиона по версии IBF во втором легчайшем весе (1-я защита Дохени).                                                                 |
| 20  | 16 августа 2018  | Рёсукэ Иваса (25-2)             | Коракуэн, Токио, Япония                                                 | UD 12       | Завоевал титул чемпиона по версии IBF во втором легчайшем весе (2-я защита Ивасы). Счёт: 116-112, 117-112, 115-113.                               |
| 19  | 17 марта 2018    | Майк Оливер (26-7-1)            | House of Blues, Бостон, Массачусетс, США                                | TKO 2 (8)   | |
| 18  | 20 декабря 2017  | Пипат Чайпорн (44-10-1)         | Suamlum Night Bazaar, Ратчадапхисек, Бангкок, Таиланд                   | SD 12       | Счёт: 117-111, 116-112, 113-115. |
| 17  | 2 июня 2017      | Эспинос Сабу (16-12-2)          | Club Punchbowl, Панчбоул, Новый Южный Уэльс, Австралия                  | TKO 1 (8)   | |
| 16  | 15 октября 2016  | Эрнесто Гуэрреро (22-19)        | Memorial Hall, Мелроуз, Массачусетс, США                                | TKO 2 (8)   | |
| 15  | 19 марта 2016    | Херардо Марин Эрнандес (13-3-1) | House of Blues, Бостон, Массачусетс, США                                | TKO 5 (10)  | Бой за титул чемпиона по версии PABA во втором легчайшем весе (6-я защита Дохени).                                                                |
| 14  | 12 декабря 2015  | Нолди Манакане (29-19-2)        | Alexandria Basketball Stadium, Перри-Парк, Новый Южный Уэльс, Австралия | KO 2 (8)    | Счёт: 10-9, 10-9, 10-9. |
| 13  | 3 октября 2015   | Денкаосан Каовичит (63-5-1)     | Alexandria Basketball Stadium, Перри-Парк, Новый Южный Уэльс, Австралия | TKO 5 (12)  | Бой за титул чемпиона по версии PABA во втором легчайшем весе (5-я защита Дохени). Счёт: 39-35, 39-35, 40-34.                                     |
| 12  | 4 июля 2015      | Прайоот Яйджам (1-8-1)          | Club Punchbowl, Панчбоул, Новый Южный Уэльс, Австралия                  | TKO 1 (8)   | |
| 11  | 15 мая 2015      | Марко Демесильо (20-3-1)        | Club Punchbowl, Панчбоул, Новый Южный Уэльс, Австралия                  | UD 12       | Бой за титул чемпиона по версии PABA во втором легчайшем весе (4-я защита Дохени). Счёт: 120-108, 120-109, 119-109.                               |
| 10  | 20 февраля 2015  | Пхум Кунмат (11-10-1)           | Entertainment Centre, Хёрствилл, Новый Южный Уэльс, Австралия           | UD 8        | 80-72, 80-72, 80-72. |
| 9   | 15 ноября 2014   | Эги Розтен (3-8-1)              | The Hi-Fi Sydney, Мур-Парк, Новый Южный Уэльс, Австралия                | RTD 3 (8)   | 30-26, 30-26, 30-26. |
| 8   | 19 сентября 2014 | Роман Канто (8-4-2)             | Ottimo House, Денэм-Корт, Новый Южный Уэльс, Австралия                  | TKO 9 (12)  | Бой за титул чемпиона по версии PABA во втором легчайшем весе (3-я защита Дохени). Счёт: 80-70, 79-71, 80-70.                                     |
| 7   | 15 марта 2014    | Сомпрасонг Чуенчана (11-4)      | UNSW, Кенсингтон, Новый Южный Уэльс, Австралия                          | TKO 3 (12)  | Бой за титул чемпиона по версии PABA во втором легчайшем весе (2-я защита Дохени). Счёт: 20-16, 20-17, 20-18.                                     |
| 6   | 13 декабря 2013  | Дианевер Оркалес (8-4-2)        | Olympic Park Sports Centre, Хоумбуш, Новый Южный Уэльс, Австралия       | UD 12       | Бой за титул чемпиона по версии PABA во втором легчайшем весе (1-я защита Дохени). Счёт: 115-113, 116-112, 116-114.                               |
| 5   | 17 августа 2013  | Джеймс Мокогинта (24-11-2)      | RSL Club, Саутелл, Новый Южный Уэльс, Австралия                         | KO 9 (12)   | Завоевал вакантный титул чемпиона по версии PABA во втором легчайшем весе. Счёт: 80-72, 80-72, 80-72.                                             |
| 4   | 22 февраля 2013  | Анусорн Чайсура (5-11-1)        | Entertainment Centre, Хёрствилл, Новый Южный Уэльс, Австралия           | TKO 3 (6)   | Счёт: 20-18, 20-18, 20-18. |
| 3   | 14 сентября 2012 | Роберто Оян (17-33-4)           | Irish Club, Брисбен, Квинсленд, Австралия                               | UD 6        | Счёт: 58-54, 59-55, 60-55. |
| 2   | 22 июня 2012     | Крис Поттер (дебют)             | Entertainment Centre, Хёрствилл, Новый Южный Уэльс, Австралия           | TKO 1 (4)   | |
| 1   | 27 апреля 2012   | Пичит Ситкрувин (дебют)         | Entertainment Centre, Хёрствилл, Новый Южный Уэльс, Австралия           | TKO 1 (4)   | |
| Бой | Дата             | Соперник                        | Место проведения                                                        | Результат   | Примечание |